# Hayley Williams
Hayley Nichole Williams (født 27. december 1988) er en amerikansk sangerinde og sangskriver, kendt fra bandet Paramore.  
Williams har bl.a. skrevet bandets hits, "Misery Business", "crushcrushcrush" og "Decode", "Decode" blev skrevet til filmen Twilight. Hun er desuden forfatter til "Teenagers" og optræder solo med nummeret, der indgår i filmen Jennifer's Body.
Foruden aktiviteterne i hendes eget band, har hun medvirket på B.o.Bs andet singleudspil "Airplanes" fra debutalbummet B.o.B Presents: The Adventures of Bobby Ray, samt på "Airplanes part II", hvor også Eminem medvirker.